# Zharnel Hughes
Zharnel Hughes (ur. 13 lipca 1995 w Sandy Ground) – brytyjski lekkoatleta anguilskiego pochodzenia, sprinter. Do 2015 roku reprezentował Anguillę.
W kwietniu 2012 Hughes zdobył brązowy medal CARIFTA Games w biegu na 100 metrów. Osiągnięty przez niego czas (10,41) był lepszy niż dotychczasowy rekord Anguilli, lecz bieg rozgrywany był przy zbyt silnym wietrze. Zawodnikowi udało się jednak ustanowić dwa nowe rekordy swojego kraju dwa miesiące później, w trakcie trwania zawodów w Tortoli. Podczas mistrzostw Ameryki Środkowej i Karaibów juniorów osiągnął on czas 10,46, poprawiając swój własny rekord Anguilli w biegu na 100 metrów. Rezultat ten dał mu srebrny medal. Hughes startował także na 200 metrów – na tym dystansie zdobył złoto. W tym samym roku dotarł do półfinału biegu na 100 metrów podczas mistrzostw świata juniorów w Barcelonie. W eliminacjach 200 metrów przybiegł na metę z czasem 20,98 – rezultat ten jest rekordem Anguilli. Hughes nie wystartował w biegu półfinałowym. Pod koniec marca 2013 zawodnik zdobył złoto CARIFTA Games w biegu na 100 metrów. Siódmy zawodnik mistrzostw Ameryki Środkowej i Karaibów z lipca 2013. Miesiąc później zdobył złoto na 100 metrów podczas mistrzostw panamerykańskich juniorów. W 2014 ponownie zdobył złoto w biegu na 200 metrów podczas czempionatu Ameryki Środkowej i Karaibów juniorów oraz zajął 5. miejsce na mistrzostwach świata juniorów w Eugene. W 2015 był piąty na dystansie 200 metrów podczas mistrzostw świata w Pekinie. W 2016 odpadł w eliminacjach podczas rozgrywanych w Amsterdamie mistrzostw Europy.
Zdobył złoty medal na lekkoatletycznych Mistrzostwach Europy w 2018 w Berlinie w biegu na 100 i sztafecie 4 × 100 metrów mężczyzn. Rok później sięgnął po srebro w sztafecie 4 × 100 metrów, a indywidualnie był szósty w biegu na 100 metrów podczas mistrzostw świata w Dosze. W 2021 wszedł w skład brytyjskiej sztafety 4 × 100 metrów, która zdobyła srebrny medal igrzysk olimpijskich w Tokio (później im odebrany z powodu wykrycia dopingu u Ujaha).

## Osiągnięcia
| Rok  | Impreza                                            | Miejsce      | Konkurencja        | Lokata     | Wynik  | Reprezentacja |
| ---- | -------------------------------------------------- | ------------ | ------------------ | ---------- | ------ | ------------- |
| 2012 | CARIFTA Games                                      | Hamilton     | bieg na 100 m      | 3. miejsce | 10,41w | AIA           |
| 2012 | Mistrzostwa Ameryki Śr. i Karaibów juniorów (U-18) | San Salvador | bieg na 100 m      | 2. miejsce | 10,46  | AIA           |
| 2012 | Mistrzostwa Ameryki Śr. i Karaibów juniorów (U-18) | San Salvador | bieg na 200 m      | 1. miejsce | 20,98  | AIA           |
| 2012 | Mistrzostwa świata juniorów                        | Barcelona    | bieg na 100 m      | półfinał   | 10,55  | AIA           |
| 2012 | Mistrzostwa świata juniorów                        | Barcelona    | bieg na 200 m      | półfinał   | DNS    | AIA           |
| 2013 | CARIFTA Games                                      | Nassau       | bieg na 100 m      | 1. miejsce | 10,44  | AIA           |
| 2013 | Mistrzostwa Ameryki Środkowej i Karaibów           | Morelia      | bieg na 100 m      | 7. miejsce | 10,23  | AIA           |
| 2013 | Mistrzostwa panamerykańskie juniorów               | Medellín     | bieg na 100 m      | 1. miejsce | 10,31  | AIA           |
| 2014 | Mistrzostwa Ameryki Śr. i Karaibów juniorów (U-20) | Morelia      | bieg na 200 m      | 1. miejsce | 20,33  | AIA           |
| 2014 | Mistrzostwa świata juniorów                        | Eugene       | bieg na 200 m      | 5. miejsce | 20,73w | AIA           |
| 2015 | Mistrzostwa świata                                 | Pekin        | bieg na 200 m      | 5. miejsce | 20,02  | GBR           |
| 2016 | Mistrzostwa Europy                                 | Amsterdam    | bieg na 200 m      | eliminacje | 21,21  | GBR           |
| 2017 | IAAF World Relays                                  | Nassau       | sztafeta 4 × 100 m | –          | DNF    | GBR           |
| 2017 | Superliga drużynowych mistrzostw Europy            | Lille        | sztafeta 4 × 100 m | 1. miejsce | 38,08  | GBR           |
| 2018 | Igrzyska Wspólnoty Narodów                         | Gold Coast   | bieg na 200 m      | –          | DQ     | ENG           |
| 2018 | Igrzyska Wspólnoty Narodów                         | Gold Coast   | sztafeta 4 × 100 m | 1. miejsce | 38,13  | ENG           |
| 2018 | Mistrzostwa Europy                                 | Berlin       | bieg na 100 m      | 1. miejsce | 9,95   | GBR           |
| 2018 | Mistrzostwa Europy                                 | Berlin       | sztafeta 4 × 100 m | 1. miejsce | 37,80  | GBR           |
| 2019 | Mistrzostwa świata                                 | Doha         | bieg na 100 m      | 6. miejsce | 10,03  | GBR           |
| 2019 | Mistrzostwa świata                                 | Doha         | bieg na 200 m      | półfinał   | 20,30  | GBR           |
| 2019 | Mistrzostwa świata                                 | Doha         | sztafeta 4 × 100 m | 2. miejsce | 37,36  | GBR           |
| 2021 | Igrzyska olimpijskie                               | Tokio        | bieg na 100 m      | –          | DQ     | GBR           |
| 2021 | Igrzyska olimpijskie                               | Tokio        | sztafeta 4 × 100 m | 2. miejsce | 37,51  | GBR           |
| 2022 | Mistrzostwa świata                                 | Eugene       | bieg na 100 m      | półfinał   | 10,13  | GBR           |
| 2022 | Mistrzostwa świata                                 | Eugene       | sztafeta 4 × 100 m | 3. miejsce | 37,83  | GBR           |
| 2022 | Igrzyska Wspólnoty Narodów                         | Birmingham   | bieg na 200 m      | 2. miejsce | 20,12  | ENG           |
| 2022 | Igrzyska Wspólnoty Narodów                         | Birmingham   | sztafeta 4 × 100 m | 1. miejsce | 38,35  | ENG           |
| 2022 | Mistrzostwa Europy                                 | Monachium    | bieg na 100 m      | 2. miejsce | 9,99   | GBR           |
| 2022 | Mistrzostwa Europy                                 | Monachium    | bieg na 200 m      | 1. miejsce | 20,07  | GBR           |
| 2022 | Mistrzostwa Europy                                 | Monachium    | sztafeta 4 × 100 m | 1. miejsce | 37,67  | GBR           |
| 2023 | Mistrzostwa świata                                 | Budapeszt    | bieg na 100 m      | 3. miejsce | 9,88   | GBR           |
| 2023 | Mistrzostwa świata                                 | Budapeszt    | bieg na 200 m      | 4. miejsce | 20,02  | GBR           |
| 2023 | Mistrzostwa świata                                 | Budapeszt    | sztafeta 4 × 100 m | 4. miejsce | 37,80  | GBR           |
| 2024 | World Athletics Relays                             | Nassau       | sztafeta 4 × 100 m | 5. miejsce | 38,45  | GBR           |
| 2024 | Igrzyska olimpijskie                               | Paryż        | bieg na 100 m      | półfinał   | 10,01  | GBR           |
| 2024 | Igrzyska olimpijskie                               | Paryż        | bieg na 200 m      | eliminacje | DNS    | GBR           |
| 2024 | Igrzyska olimpijskie                               | Paryż        | sztafeta 4 × 100 m | 3. miejsce | 37,61  | GBR           |

## Rekordy życiowe
- Bieg na 100 metrów – 9,83 (2023) rekord Wielkiej Brytanii
- Bieg na 200 metrów – 19,73 (2023) rekord Wielkiej Brytanii

Do zawodnika należą rekordy Anguilli w biegach na 100 (10,12 w 2014) i 200 metrów (20,15 w 2015).
W 2019 Hughes na drugiej zmianie w sztafecie 4 × 100 metrów ustanowił z czasem 37,36 aktualny rekord Europy.